# Depositfiles
DepositFiles — облачное хранилище с многоязычным интерфейсом. Широко распространён в Рунете, имеет предельный объём хранимого файла в 10 гигабайт, время хранения файла, зарегистрированного пользователя, со времени последнего скачивания — 90 дней. Сервис финансируется за счёт продажи gold-аккаунтов и рекламы.

## История
Проект был основан Дмитрием Валевым в 2006 году. Проект был продан в 2009 году за несколько миллионов долларов неназванному покупателю.

## Возможности сервиса
- Возможность бесплатного хранения файлов в течение 90 дней;
- Неограниченный суммарный объём хранимых файлов;
- Возможность установки пароля на скачивание;
- Скачивание файлов с других серверов, их хранение;
- Интегрирование аккаунта в системе создания сайтов uCoz для загрузки больших файлов.

### Скачивание файлов
Для скачивания файла в ручном режиме необходимо перейти по полученной ссылке, выбрать тип загрузки — бесплатный либо с использованием золотой учётной записи и по истечении времени ожидания скачать файл. Автоматизация процесса скачивания с помощью менеджера загрузок возможна после оплаты золотой учётной записи.

## DepositStorage / Gavitex
DepositStorage — открытый в 2013 году сервис, принадлежащий DepositFiles. В отличие от «материнского» сервиса, суммарный объём файлов не должен превышать 25 гигабайт на бесплатном тарифном плане и возможность скачать файлы без ожидания. Одним из инструментов DepositStorage является «SharedFolders», с помощью которого владельцы учётных записей могут предоставлять один из трёх доступов к файлам своего хранилища другим пользователям: «Полный доступ», «Чтение/Запись» и «Только для чтения».
С 1 декабря 2014 года облачное хранилище DepositStorage официально сменило свое название на «Gavitex», которое теперь работает как самостоятельный сервис для хранения и управления личными медиа-файлами. Gavitex также отделился от известного файлообменного ресурса Depositfiles, который вместе с компанией Digitcapital представил облако DepositStorage в 2013 году. Таким образом, Depositfiles и Gavitex (ранее «DepositStorage») с 1 декабря 2014 г. работают отдельно друг от друга.
С 5 октября 2018 года сервис Gavitex отключён.

## Статистика популярности
По данным Alexa на сентябрь 2016 года, данный сервис занимает 3 922 место по трафику в списке самых популярных сайтов мира.